# Vegucated
Vegucated är en amerikansk dokumentärfilm från 2011 som utforskar de utmaningar som kan uppstå när man ska byta till en vegansk kost. 
Filmen följer "tre kött- och ostälskande newyorkbor" som antar en vegansk diet i sex veckor. Regissören intervjuade ett antal personer inför dokumentären och valde slutligen Brian som gillar att äta kött och att äta ute, Ellen, en deltids-komiker och ensamstående mor, och Tesla, en högskolestudent som bor med sin familj. I filmen diskuterar även Dr. Joel Fuhrman och professor T. Colin Campbell fördelarna med en växtbaserad kost. 